# 漢斯·胡特

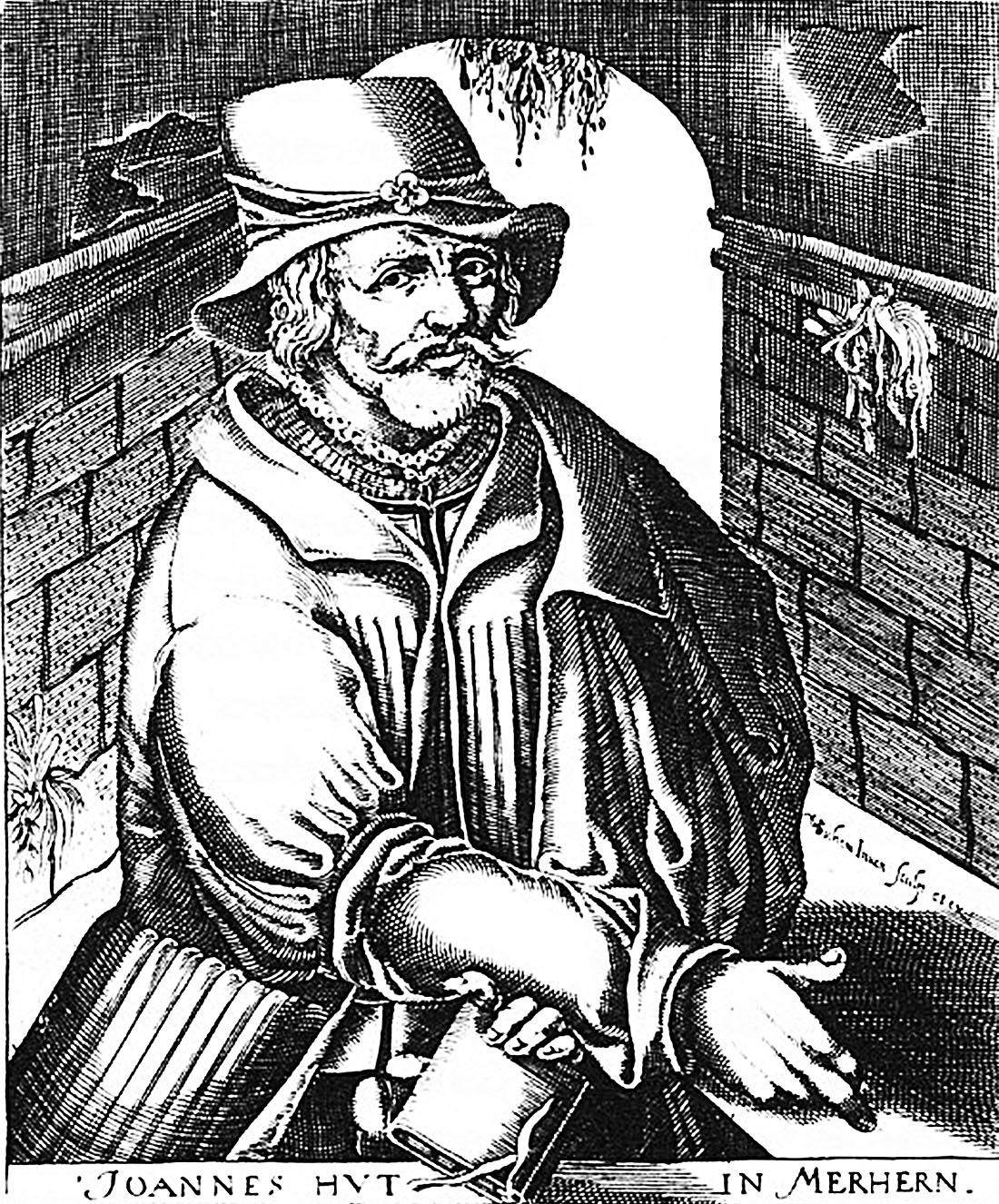
漢斯·胡特

漢斯·胡特（Hans Hut，約1490年－1527年12月6日），生於十六世紀初是一位書商，他是重洗派教徒，活躍於德國南部和奧地利之間。

## 理念主張受重洗派的影響
大部分的人認同激進改教家中，對基督教神學最有影響力的首推重洗派。胡伯邁爾就是重洗派中特別具有影響力之一的重洗派思想家。1522年胡伯邁爾讀了路德的著作，非常認同福音派理念，如火如荼開始大力推動教會改革。胡伯邁爾對當時政府有些政策很不滿，包括將異端份子處於火刑。
他並嚴重批評嬰兒洗禮的有效性，因為他認為嬰兒洗禮沒有聖經根據。然而，當時的政治及宗教對他們為成人進行灑水禮，及舉行簡單的聖餐儀式來紀念基督在他們當中，非常不認同。於是，區利赫政府於1526年3月 下令淹死許多重浸派信徒。1527年6月重洗派神學家滿茲就是這樣被淹死殉道。
重洗派興起的原因之一就是反對「政教合一」。簡而言之，就是政府和教會之間關係不應太密切，及反對政府介入教會。當時教會有「集體入會」的情形，很多人借政府的力量加入教會，他們利用「因信稱義」的道理，卻不追求個人行為稱義，並不再行善。重洗派的教導是教會的會友應有所現範，是真正願意委身基督的人。不僅如此，初期的重浸派非常強調「自由的教會」。甚至，要求信徒不可擔任公職，不可當兵。當時，重浸派信徒被視為激進份子，就不足為奇。
重浸派強調：「無人能真正認識基督，除非在生活中跟隨基督」。
重浸派初期擴展有三處，其中之一是德國南部。奧斯堡是重要的中心。1526年6月日，胡伯邁爾在奧斯堡為鄧肯（Hans Denck）施浸。不久之後鄧肯為漢斯·胡特施浸。胡特自認為是先知。他宣揚聖徒將被召聚，耶穌將現身統治世界。胡特非常有宣講能力，影響了很多人。
漢斯·胡特組織了教會，教會發展得很迅速，連貴族的家庭都加入教會。但大部分的人無法接受他的觀念，於是他轉戰，巴伐利亞，巴塞爾諸地。當時很多奉差遣的人都殉道。
漢斯·胡特爲讓人了解聖經預言的意義，他聲稱自己比任何人都強，並且充滿熱情和非凡的個人魅力，他曾預言1528年5月27日就是世界末日。
末日預言列表

### 死亡
漢斯·胡特在奧斯堡被囚，因想逃獄而縱火卻被灼傷，因傷勢過重不幸死亡。
他的遺體於1527年12月7日當眾被焚燒。